# Meiji Yasuda Life Building
Le Meiji Yasuda Life Building (明治安田生命ビル) est un gratte-ciel construit à Tokyo en  2004 mesurant 147 mètres de hauteur. L'immeuble, conçu par la société Mitsubishi Estate Co., a une surface au sol de 148 728 m2 et est desservi par 16 ascenseurs.
Le bâtiment abrite le siège social de la société d'asurances Meiji Yasuda Life.